# Hidetaka Nishiyama
Hidetaka Nishiyama (西山英峻, Nishiyama Hidetaka) (10 de outubro de 1928, Tokio, Japão - 7 de Novembro de 2008 (Los Angeles,USA) era um mestre de Karate Tradicional, 10º Dan  e presidente da International Traditional Karate Federation.
Em 1943 começou a estudar com Gichin Funakoshi, pioneiro do caratê moderno e responsável pela escola Shotokan.
Em 1951, obtém o título de mestre em economia na universidade de Takushoku e torna-se um dos fundadores da Japan Karate Association (JKA), tendo sido convidado no ano seguinte a treinar as forças especiais Americanas do Strategic Air Command.
Em 1960 publica o livro Karate: The Art of Empty-Hand Fighting , que se encontra presentemente na sua 70ª edição (2000 cópias do edição) sendo considerado um clássico e o livro de Karate mais vendido da história.
Em julho de 1961 muda-se definitivamente para os Estados Unidos da América e funda a All American Karate Federation (AAKF).
A 3 de novembro de 2000, o imperador do Japão concedeu-lhe a Ordem do Tesouro Sagrado, numa cerimónia do palácio imperial, em Tóquio.
Continuava a ensinar Karate por todo o mundo, tendo o seu próprio dojo em Los Angeles, Califórnia. Era uma das mais respeitadas personalidades do mundo do Karate e continuava ainda hoje a sua luta pelo reconhecimento do Caratê Tradicional enquanto desporto olímpico.